# Blind Channel
A Blind Channel egy finn nu metal együttes, amely 2013-ban alakult Ouluban. Ők képviselték Finnországot a 2021-es Eurovíziós Dalfesztiválon Rotterdamban, a "Dark Side" című dallal.

## Története
Két saját szerzemény után az együttes részt vett a 2014-ben a Wacken Metal Battle-ben, amelyet megnyertek, nyereményük az volt, hogy felléphettek Európa egyik legnagyobb metál fesztiválján, a Wacken Open Air-en. Ugyanebben az évben a zenekar lemezszerződést kötött a finn Ranka Kustannusszal. Debütáló stúdióalbumuk, a "Revolutions" 2016. október 1-jén jelent meg. Júniusban a kanadai Simple Plan együttes Finnországban és a Balti országokban tartott koncertjein előzenekarként léptek fel.
2017 elején a svéd Royal Republic, majd tavasszal a szintén svéd Amaranthe zenekar finnországi turnéján léptek fel ismét előzenekarként. A következő évben a Hollywood Undead zenekar fellépése előtt játszottak, a koncert után újabb turnékra hívták az együttest fellépni. Első saját fellépésük májusban, a Tavastia klubban volt. Az második album megjelenését követően a zenekar júniusban turnéra indult, amely finn és külföldi fellépéseket is tartalmazott.
A harmadik stúdióalbumuk, a "Violent Pop", 2020 áprilisában jelent meg. Októberében a zenekar bejelentette, hogy Alex Mattson hatodik tagként csatlakozik az együtteshez, aki szintetizátoron és ütőhangszereken játszik a zenekarban.
2021. január 13-án az YLE bejelentette a 2021-es Uuden Musiikin Kilpailu résztvevőit, akik közt a Blind Channel is szerepelt Dark Side című dalukkal. Február 20-án megnyerték a zenei rendezvényt, ezzel elnyerték a jogot, hogy képviseljék Finnországot a 2021-es Eurovíziós Dalfesztiválon, Rotterdamban. A nemzetközi verseny döntőjében a hatodik helyen végeztek.

## Tagok
- Aleksi Kaunisvesi – szintetizátor, ütőhangszerek
- Joel Hokka – ének, gitár
- Joonas Porko – gitár, vokál
- Niko Vilhelm – ének
- Olli Matela – basszusgitár
- Tommi Lalli – dob

## Diszkográfia

### Stúdióalbumok
- Revolutions  (2016)
- Blood Brothers (2018)
- Violent Pop (2020)
- Lifestyles of the Sick & Dangerous (2022)
- Exit Emotions (2024)

### Kislemezek
- Naysayers (2014)
- Calling Out (2014)
- Unforgiving (2015)
- Don't (2015)
- Darker Than Black (2016)
- Deja Fu (2016)
- Enemy for Me (2016)
- Can't Hold Us (2017)
- Alone Against All (2017)
- Sharks Love Blood (2017)
- Wolfpack (2018)
- Out of Town (2018)
- Over My Dead Body (2018)
- Died Enough for You (2019)
- Gun (2020)
- Left Outside Alone (2020)
- Dark Side (2021)
- Balboa (2021)

### Közreműködések
- Timebomb (Alex Mattson, 2019)
- Snake (GG6, 2019)
- Fever (Alex Mattson, 2020)